# Belmond Hotel Monasterio
El Belmond Hotel Monasterio es un hotel de lujo (cinco estrellas) ubicado en la ciudad del Cusco, Perú. Ha sido establecido sobre el antiguo local del Seminario de San Antonio Abad que data del siglo XVII y es de estilo barroco andino construido sobre muros incas. El hotel se encuentra a trescientos metros de la Plaza de Armas.

## Historia
En 1598, el obispo del Cusco Antonio de Raya Navarrete fundó, de acuerdo con los decretos del Concilio de Trento, el Seminario de San Antonio Abad y otorgó su administración a la Compañía de Jesús. El propósito era brindar educación eclesial a los jóvenes que querían formar parte de la Iglesia, principalmente los hijos de conquistadores empobrecidos. El seminario se construyó sobre los muros del antiguo palacio del Amaru Qhata. El edificio primigenio fue destruido por el Terremoto de 1650 y en su reconstrucción se levantó una capilla de estilo barroco andino. A mediados del siglo XX, los jesuitas obtuvieron la autorización del Cardenal Richard Cushing, arzobispo de Boston, para construir un nuevo local al que se mudaron en 1965. 

### Hotel
En ese momento, las instalaciones del seminario fueron adquiridas y remodeladas por la empresa estatal peruana Entur Perú para acoger al hotel. El edificio actualmente es considerado un monumento histórico al formar parte de la Zona Monumental del Cusco desde 1972. En su portada se puede apreciar aún escudos españoles y en su capilla se encuentran antiguos frescos de la escuela cuzqueña en marcos de pan de oro. En el centro del hotel hay un claustro con una fuente y un antiguo cedro que tiene 300 años. El hotel tiene, además un restaurante de comida peruana y un bar.
El Hotel Monasterio fue comprado por el grupo Sousa luego del proceso de privatización de la empresa estatal Entur Peru en 1994 y abrió sus puertas en el CADE 1995. Fue inaugurado luego de su restauración por el empresario peruano Lorenzo Sousa Debarbieri, en 1995, quien es considerado el promotor del turismo de lujo en el Cusco, el Valle Sagrado y Macchu Picchu. Desde entonces, el Hotel Monasterio ha sido remodelado dos veces para actualizar sus habitaciones y áreas comunes. Fue el primer hotel en el Cusco que incluyó un suplemento de oxígeno en sus habitaciones para disminuir los efectos de la altura en los huéspedes. 
En 1999 la cadena hotelera Orient-Express Hotels Ltd. se asocio con Lorenzo Sousa. El Hotel Monasterio actualmente es un consorcio de igual participación denominado Peru Orient Express Hotels SA con la participación de Lorenzo Sousa y su familia así como Belmond Ltd., y ha ganado la mayoría de los premios en la industria para hoteles peruanos durante los últimos 15 años. 
En el año 2014 el Hotel Monasterio fue renombrado como Belmond Hotel Monasterio. Esto marcó el cambio de la marca Orient-Expressa Belmond Ltd.